# Edward Roderick Davies
Edward Roderick Davies (2 tháng 6 năm 1915 – 8 tháng 8 năm 1992) là một nhà công nghiệp Hoa Kỳ gốc Wales. Sinh ra trong một gia đình làm công nhân khai thác than; vào năm 1929, Davies và cùng với người cha David Davies (lúc ấy đang trong tình trạng sức khỏe suy nhược do mắc bệnh phổi đen và bị thương tật sau một tai nạn hầm mỏ) di cư sang Hoa Kỳ. Tại nước này, David làm việc trong một nhà máy của hãng Ford and paid for his wife, Annie Davies, and son, Edward, to come thereafter. Năm 1938, tốt nghiệp ngành kỹ sư Học viện Công nghệ General Motors (nay là Đại học Kettering) và, sau khi phục vụ trong lực lượng Công binh hải quân Hoa Kỳ, năm 1946 Edward Davies sáng lập Jered Industries, một công ty sản xuất các trang thiết bị hạng nặng dùng cho Hải quân. Một số ý kiến cho rằng chính Jered là đơn vị sản xuất tàu vận tải biển dành cho hoạt động đổ bộ của quân Đồng Minh trong trận Normandy, tuy nhiên điều này dường như không hợp lý vì Jered được thành lập sau chiến tranh. Davies cũng là người tham gia Chương trình không gian Gemini của NASA, đảm nhiệm chức Thị trưởng của Bloomfield Hills, Michigan và là cha của Ann Davies, vợ của Thượng nghị sĩ Mitt Romney.
Sau khi Davies nghỉ hưu, hãng Jered được sang nhượng lại cho công ty Vickers của Anh nhưng đến năm 1997 thì Jered lại tách ra làm ăn độc lập và đến năm 2005 thì sáp nhập vào hãng PaR Systems.)
Davies không thừa nhận tôn giáo và công khai tuyên bố niềm tin của mình vào chủ nghĩa vô thần. Ông từng chỉ trích các tôn giáo có tổ chức là "tào lao" và là "đồ trâu ngựa". Tuy nhiên, 11 tháng sau khi ông qua đời, Davies được rửa tội theo nghi thức của đạo Mormon, tôn giáo mà các con của ông - bao gồm của Ann Romney - và người con rể Mitt Romney tin theo. Bất chấp việc Edward Davies là một người vô thần cho đến hết cuộc đời, Mitt và Ann Romney vẫn tổ chức lễ rửa tội cho ông. Một thập kỷ sau, trong một chương trình hài phát sóng ngày 3 tháng 2 năm 2012, danh hài Hoa Kỳ Bill Maher đã tổ chức "lễ hủy bỏ phép rửa tội" cho Davies và chỉ ra rằng, chủ nghĩa vô thần - một tư tưởng phủ nhận sự hiện hữu của bất cứ thần thánh nào - hoàn toàn không phải là một tôn giáo.